# Corps-Nuds
Corps-Nuds település Franciaországban, Ille-et-Vilaine megyében. Lakosainak száma 3555 fő (2022. január 1.). Corps-Nuds Saint-Armel, Amanlis, Bourgbarré, Brie, Chanteloup, Janzé és Nouvoitou községekkel határos.

## Népesség
A település népességének változása:
| Lakosok száma | 1409 | 1692 | 2154 | 2819 | 3176 | 3216 | 3296 | 3434 | 3526 | 3555 |
|               | 1968 | 1982 | 1990 | 2006 | 2013 | 2015 | 2017 | 2019 | 2020 | 2022 |